# 天然砥石
天然砥石（てんねんといし）とは、自然界から産出する砥石である。日本においては太平洋戦争後の復興期までは盛んに掘られたものの人造砥石と電動工具の普及、資源枯渇で採掘場はほとんど閉山したが、京都府亀岡市と熊本県(天草砥石)で砕石生産が続けられている。
海外ではアメリカ合衆国アーカンソー州産が世界規模で流通している

## 特徴
天然砥石は粒度により荒砥、中砥、仕上げ砥に大別される。多種多様な天然の石を掘り出して加工するため、同じ天然砥石は二つとない。
天然砥石で仕上げると刃先硬化作用があり、刃持ちがよくキレがいいといわれている。化粧研ぎには、人造砥石にはないボカシの効いた半鏡面の独特の仕上がりになる。特に日本刀研磨では重宝される。
天然砥石の原料は主に堆積岩や凝灰岩などであり、荒砥は砂岩、仕上げ砥は粒子の細かい泥岩（粘板岩）から作られ、中でも放散虫の石英質骨格が堆積した堆積岩が良質であるとされる。

## 産出地
日本において荒砥と中砥は全国各地に産地があり、仕上げ砥の最上質品の産地は京都とされた。伝承では、梅ケ畑（京都市右京区）の郷士であった本間藤左衛門時成が菖蒲谷で採れた砥石を後鳥羽上皇に献上して嘉賞にあずかり、源頼朝から1190年に日本国礪石師棟梁と認められたという。江戸時代までは一般人が砥石を掘ることは禁じられていた。
代表的な産地では、荒砥は佐賀県や和歌山県の大村砥、中砥として愛媛県の伊予砥、京都の青砥、熊本県の天草砥　備水砥、群馬県の虎砥（南牧村）や沼田砥　御蔵砥（ごぞうと）、対馬（長崎県）の黒名倉砥、三河（愛知県東部）の三河白名倉砥、兵庫県の但馬砥、仕上げ砥としては京都の合砥（あわせど）などがある。
特に京都の合砥は古くから鳴滝砥と呼ばれ、仕上砥として非常に有名であった。その中でも京都市北西部の本成層 東物の、梅ヶ畑地区の中山鉱山 戸前層は最高品質とされる。梅ヶ畑地区でかつて主要なものは尾崎、向ノ地、中山、菖蒲谷、奥殿、大突、木津山など。その他には、西物で　大平、水木原、奥の門、新田、愛宕山などある。また丹波地方にも大内、八木の島、八箇山（はっか山）、富田日照山、三号山、若狭などがあった。滋賀県の高島妙覚谷や相岩谷でも産出している。
この他にも鉱山はあったが現在は枯渇し供給不足や品質が揃わないので価格が安定していない。新山開発に高額な資金が必要で、また経営者が高齢なこと、後継ぎがいないなどの要因で閉山・休山している。天然砥石向けの石が埋蔵されている土地でも、鉱脈を掘り当てられないこともあり、資金が続かず廃業した例もある。

## 用途
刀剣のほか、包丁、剃刀、大工道具（鑿や鉋）、鉈、鎌、刻刀、小刀などの刃付け、表面仕上げ研磨に使われる。京都府亀岡市の砥取家（ととりや）は国内需要の減少で一時廃業を検討したが、ホームページを開設したところ、道具にこだわる海外40カ国以上の料理人や大工から注文が来るようになり、希望に合わせた天然砥石を選んで輸出している。

### 注意
砥石を濡れたままにして置いておくと、凍って割れることがある。また研ぐ面の側面に漆やカシュー、油性ニスで養生したほうがよい。和紙、布を貼る人もいる。多くの場合、人造砥石のように水に浸す必要はなく、適宜水を掛けながら加減して使用する。